# 문다인
문다인(Munda)은 오스트로아시아어족 계열의 언어를 사용하는 인도 아대륙의 소수 민족이다. 그들은 주로 오스트로아시아어족의 문다어파에 속하는 문다리어를 모국어로 사용한다. 문다인은 자르칸드주, 오디샤주 및 서벵골주 지역에 주로 집중되어 있다. 문다인은 방글라데시, 네팔, 트리푸라주의 일부 지역뿐만 아니라 마디아프라데시주의 인접 지역에도 거주한다. 그들은 인도에서 가장 큰 지정 부족 중 하나이다. 트리푸라주의 문다인들은 무라(Mura)로도 알려져 있다.

## 같이 보기
- 문다족

## 서지
- Ray, Sarat Chandra (1912). 《The Mundas and Their Country》 (영어). with an introduction by E. A. Gait, ICS, CIE. Calcutta: Kuntaline Press. ISBN 9780210339886. OCLC 504764442. 2023년 5월 5일에 원본 문서에서 보존된 문서. 2023년 5월 4일에 확인함.

## 추가 자료
- Parkin, R. (1992). The Munda of central India: an account of their social organisation. Delhi: Oxford University Press. ISBN 0-19-563029-7ISBN 0-19-563029-7
- Omkar, P.(2018). "Santhal tribes present in India" like Jharkhand, Odisha, and West Bengal... Belavadi.
- Omkar, patil.(2018). "Kola tribes"...